# 刺枝杜鹃
刺枝杜鹃（学名：Rhododendron beanianum），为杜鹃花科杜鹃花属下的一个种。

## 扩展阅读
維基物種上的相關：刺枝杜鹃